# Deutsche Zerlegemeisterschaft
Die Deutsche Zerlege-Meisterschaft war ein Fleischerei-Wettbewerb. Er fand in den Jahren 2004, 2005 und 2007 statt, sowie 2009 als Europäische Zerlegemeisterschaft. Der Veranstaltungsort war Rheda-Wiedenbrück, Nordrhein-Westfalen. Initiatoren der Veranstaltung waren die Unternehmen Tönnies Fleischwerk und Friedr. Dick.

## Ablauf
Die Teilnehmer der Meisterschaft mussten je drei, im Finale fünf Schweineschultern ausbeinen. Die Bewertung fand durch eine unabhängige Jury statt, bewertet wurde nach der Schnelligkeit und dem optischen Zustand der fertig zerlegten Schweineschulter.

## Zweck
Das Ziel der Veranstaltung war laut Selbstaussage der Veranstalter vor allem die Förderung des gemeinnützigen Vereins Aktion Kinderträume durch die Einnahmen und Spenden. Des Weiteren sollten das handwerkliche Geschick und das Image der Fleischerberufe gefördert werden.
Der Verein Aktion Kinderträume wurde anlässlich der ersten Zerlege-Meisterschaft gegründet, ursprünglich mit dem Namen Fleisch zur Freude der Kinder e. V. Der Verein wurde 2007 in den weniger angreifbaren Namen Aktion Kinderträume – Verein der deutschen Fleischwirtschaft e.V. umbenannt. Der gemeinnützige Verein diene der Förderung von Institutionen zur Erziehung, Weiterbildung und Betreuung sozial benachteiligter Kinder und Jugendlicher, wie dem Bundesverband Kinderhospiz e.V.

## Kritik
Das deutsche Manager Magazin fand es in einer Glosse bemerkenswert, dass ausgerechnet ein Ausbein-Wettbewerb in der Schlachtfirma Tönnies der Geldbeschaffung für behinderte Kinder dient. Eltern sensibler, den Fleischverzehr verweigernder Kinder könnten auf die Vorbilder Uli Hoeneß und Clemens Tönnies (beides Fleischproduzenten und Sportfunktionäre) verweisen, die Kindern in Not helfen.